# Comté de Gasconade
Le comté de Gasconade, en anglais : Gasconade county, est un comté du Missouri aux États-Unis. Le comté fut nommé en référence à la région  française de la Gascogne à la suite de la présence de colons originaires de ce lieu.  Au recensement de 2000, la population était constituée de 15 342 personnes. Le comté fait partie de la zone métropolitaine de la ville de Saint-Louis.

## Géographie
Selon le bureau du recensement des États-Unis, le comté totalise une surface 1.363 km² dont 14 km² d’eau. 

### Comtés voisins
- Comté de Montgomery (au nord)
- Comté de Warren (au nord-est)
- Comté de Franklin (à l'est)
- Comté de Crawford (au sud-est)
- Comté de Phelps (au sud)
- Comté de Maries (au sud-ouest)
- Comté d'Osage (à l'ouest)

### Routes principales
- U.S. Route 50
- Missouri Route 19
- Missouri Route 28
- Missouri Route 100

## Démographie
Selon le recensement de 2000, sur les 15.342 habitants, on retrouvait 6.171 ménages et 4.288 familles dans le comté. La densité de population était de 11 habitants par km² et la densité d’habitations (7 813 au total)  était de 6 habitations par km². La population était composée de 98,69 % de blancs, de 0,12 %  d’afro-américains, de 0,18 % d’amérindiens et de 0,16 % d’asiatiques.
31,00 % des ménages avaient des enfants de moins de 18 ans et 58,0 % étaient des couples mariés. 24,8 % de la population avait moins de 18 ans, 6,9 % entre 18 et 24 ans, 25,9 % entre 25 et 44 ans, 23,7 % entre 45 et 64 ans et 18,8 % au-dessus de 65 ans. L’âge moyen était de 40 ans. La proportion de femmes était de 100 pour 94,6 hommes.
Le revenu moyen d’un ménage était de 35.047 dollars.

## Villes et cités
| - Bland - Gasconade | - Hermann - Morrison | - Mount Sterling - Owensville | - Rosebud |  |